# Lo Hartog van Banda
Lodewijk (Lo) Hartog van Banda (Den Haag, 4 november 1916 – aldaar, 2 februari 2006) was een Nederlands stripauteur en schrijver van televisieprogramma's.

## Biografie
Hartog van Banda volgde de tekenacademie in Den Haag maar vertrok vanwege de grote werkloosheid midden jaren dertig naar Nederlands-Indië, waar hij als vormgever bij een krant werkte.

### Dienstweigering
Hartog van Banda weigerde dienst. Hij kwam op voor de onderdrukte inlanders en dat verhulde hij niet, ondanks waarschuwingen. Dat maakte hem verdacht en 'staatsgevaarlijk'. In 1940 werd hij gevangengezet.
Na een gevangenisopstand en een hongerstaking werd hij in januari 1942, vlak voor de Japanse inval, naar Kamp Jodensavanne in Suriname verscheept. Omdat hij daar weigerde dwangarbeid te verrichten, kreeg hij maandenlange eenzame opsluiting.
Samen met vier andere gevangenen had hij een ontsnappingsplan beraamd dat alleen vanuit hun cellenblok mogelijk was. Omdat Hartog van Banda jarig was, werd hij een dag voor de geplande ontsnapping uit het cellenblok ontslagen. Hartog van Banda was hier in eerste instantie niet blij mee, omdat hij daardoor niet mee kon ontsnappen. Later bleek dit zijn geluk: de vier ontsnapte medegevangenen werden weer opgepakt. Twee daarvan werden door Nederlandse mariniers vermoord. In juli 1946 werd Hartog van Banda vrijgelaten.

### Start van een schrijverscarrière
Na terugkeer in Den Haag trouwde hij en volgde een opleiding verzekeringswiskunde. Desondanks koos hij voor een carrière als schrijver. In 1948 publiceerde uitgeverij West-Friesland te Hoorn zijn "De wonderlijke lamp van prof. Halowits, 'n spannend jongensboek", waarin de vrienden Bert en Bonzo een taslamp vinden die geen licht geeft, maar maakt. Het boek werd geïllustreerd door H. Baumgarten. In 1952 schreef hij zijn eerste werk voor de televisie, een kerstverhaal voor de VPRO. Hartog van Banda won hier de publieksprijs van De Telegraaf mee.

### Toonder Studio's
Vanaf datzelfde jaar schreef hij scenario's voor de Toonder Studio's. Hij werkte mee aan de series Aram, Kappie, Tom Poes en, zijn eigen creaties, Koning Hollewijn en Panda. Toen Marten Toonder in 1965 naar Ierland vertrok, verliet Hartog van Banda de studio en werkte hierna twee jaar voor een reclamebureau.

### Stripbladen en dagbladen
Tijdens zijn werk voor het reclamebureau schreef Hartog van Banda nog wel scenario's voor Iris, de eerste Nederlandse strip voor volwassenen, met tekeningen van Thé Tjong-Khing, en voor De Flintstones.
Na twee jaar reclamewerk richtte Hartog van Banda zich weer volledig op zijn oude werk, nu bij het blad Pep. Daarvoor schreef hij onder andere scenario's voor de strips De Argonautjes en Grote Pyr, die beide getekend werden door Dick Matena, en Baron van Tast, met tekenaar Jan van Haasteren. In Sjors verscheen van zijn hand de strip Arad en Maya, getekend door Jan Steeman. Voor Tina schreef hij Patty en De twee van Oldenhoek.
Van 1969 tot 1975 verscheen in verschillende dagbladen de strip Arman en Ilva naar een scenario van Hartog van Banda, getekend door Thé Tjong-Khing. In 2006 werd begonnen met een heruitgave van deze serie in een luxe editie met achtergrondinformatie.
Ook uit deze periode stamt de humoristische horrorstrip Ambrosius, over een professor in de 'griezologie', die Hartog van Banda samen met tekenaar Gideon Brugman produceerde. In 2000 vond de eerste serie van vijf delen een vervolg met de schrijver Orion Roos. Van 2000 tot en met 2009 verschenen vijf nieuwe delen.

### Televisiewerk
In de jaren zeventig schreef Hartog van Banda voor de televisie de kinderseries Tita Tovenaar, De Astronautjes en De Bereboot. De van deze series afgeleide boeken werden door zijn dochter Helen Arends-Hartog van Banda geschreven. In die tijd kwam Hartog van Banda weinig toe aan het schrijven van strips.

### Lucky Luke
Nadat in 1978 René Goscinny, scenarist van Asterix en Lucky Luke, was overleden, begon Hartog van Banda samen met tekenaar Daan Jippes aan een nieuw Asterix-verhaal. Toen dit door Asterix-tekenaar Albert Uderzo werd verboden, ging Hartog van Banda scenario's schrijven voor Lucky Luke, getekend door Morris. Tussen 1983 en 1992 heeft hij vier scenario's voor deze strip geschreven.

### Laatste jaren
Tot vlak voor zijn overlijden bleef Hartog van Banda werken, onder andere aan een musical, een bioscoopfilm en een nieuwe televisieserie over TiTa Tovenaar (2008-2009). Hij overleed op 89-jarige leeftijd.

## Prijzen
In 1975 won Hartog van Banda de Nederlandse Stripschapprijs, een oeuvreprijs voor stripmakers.

## Stripverhalen
Lo Hartog van Banda schreef scenario's voor onder andere de volgende strips:
- Ambrosius
- Baron van Tast (Oogjes)
- Blook
- De Argonautjes
- Arad en Maya
- Arman en Ilva
- Het dagboek van Marion
- Iris

- Kappie
- Koning Hollewijn
- Lucky Luke (Fingers, Nytroglycerine, Het alibi en Spokenjacht)
- Panda
- Patty
- Ridder Roodhart
- Student Tijloos
- De twee van Oldenhoek

## Tv-scenario's
Lo Hartog van Banda werkte mee aan o.a. de volgende tv-series:
- De Astronautjes
- De Bereboot
- Tita Tovenaar

- Biblioteca Nacional de España: XX1721597
- Bibliothèque nationale de France: cb11906966q (data)
- Biografisch Portaal: 67348547
- Gemeinsame Normdatei: 1073309991
- International Standard Name Identifier: 0000 0000 8015 8940
- Library of Congress Control Number: no2008176938
- MusicBrainz: 0298d80d-cd3b-4fd4-90c0-0b62a7165dcc
- Nationale Bibliotheek van Israël: 987007398520705171
- Nederlandse Thesaurus van Auteursnamen: 068834020
- RKD-Nederlands Instituut voor Kunstgeschiedenis: 229521
- LIBRIS: 190175
- Système universitaire de documentation: 169779939
- Virtual International Authority File: 49226739
- WorldCat: E39PBJbWwW3TPYGjWxykhXc3wC